# Зелинский, Юрий Борисович
Ю́рий Бори́сович Зели́нский (укр. Ю́рій Бори́сович Зелі́нський; 1947—2017) — советский и украинский математик, доктор физико-математических наук (1990).

## Биография
Родился 22 февраля 1947 г. в городе Борщёв Тернопольской области.
Окончил мехмат Киевского университета (1970) и аспирантуру Института математики (1973).
В 1973 г. защитил кандидатскую диссертацию («Непрерывные отображения многообразий и принципы граничного соответствия», научный руководитель — член-корреспондент АН УССР Ю. Ю. Трохимчук).
С 1989 г. доктор наук (тема диссертации «Многозначные отображения в комплексном анализе»).
С 1973 года работал в Институте математики АН Украины в должностях от инженера до заведующего отделом комплексного анализа и теории потенциала (с 2003 года).
Научные интересы — топологические и геометрические методы при решении аналитических проблем комплексного анализа и теории отображений.
Член оргкомитетов многих математических школ, олимпиад и конференций. Член специализированных советов при Институте математики НАН Украины и при Черновицком государственном университете. Руководитель семинара по комплексному анализу Института математики НАНУ.
Умер 21 июля 2017 года по пути в Польшу на научную конференцию.
Монографии:
- Многозначные отображения в анализе. Киев: Наукова думка, 1993 г., 264 с.
- Тополого-алгебраические структуры и геометрические методы в комплексном анализе// Труды Института математики НАНУ, т.73.- 2008, 308 с. (соавт. Бахтин А. К., Бахтина Г. П.).
- Выпуклость. Избранные главы. Київ: Iн-т математики НАН України, 2012. — 280 с.